# قعشوميات
القعشوميات (الاسم العلمي: Holothyrida) هي رتبة من القراديات تتبع طفيليات الشكل من طائفة العنكبيات.

## التصنيف
- القعشومينات
  - القعشومات
    - القعشوم